# 474 هـ
474 هـ هي سنة في التقويم الهجري امتدت مقابلةً في التقويم الميلادي بين سنتي 1081 و1082.

## وفيات
- أبو الوليد الباجي
- ابن الشبل البغدادي
- المقتدر بن هود
- علي إقبال الدولة
- أبو الوليد سليمان بن خلف الباجي الأندلسي
- الباجي